# Eminence (Missouri)
Eminence é uma cidade localizada no estado americano de Missouri, no Condado de Shannon.

## Demografia
Segundo o censo americano de 2000, a sua população era de 548 habitantes.
Em 2006, foi estimada uma população de 559, um aumento de 11 (2.0%).

## Geografia
De acordo com o United States Census Bureau tem uma área de
4,9 km², dos quais 4,9 km² cobertos por terra e 0,0 km² cobertos por água. Eminence localiza-se a aproximadamente 216 m acima do nível do mar.

## Localidades na vizinhança
O diagrama seguinte representa as localidades num raio de 36 km ao redor de Eminence.